# Triphleba inaequalis
Triphleba inaequalis är en tvåvingeart som beskrevs av Schmitz 1943. Triphleba inaequalis ingår i släktet Triphleba och familjen puckelflugor. Arten är reproducerande i Sverige. Inga underarter finns listade i Catalogue of Life.